# Czesław Domin
Czesław Domin (6. července 1929 Michałkowice u Siemianowic Śląských, Polsko – 15. března 1996 Varšava) byl polský římskokatolický církevní představitel, v letech 1970-1992 pomocný biskup katovický a v letech 1992-96 diecézní biskup koszalinsko-kolobřežský.

## Život
Czesław Domin po absolvování gymnázia Adama Mickiewicze v Katovicích roku 1948 studoval na Slezském duchovním semináři v Krakově a poté na teologické fakultě Jagellonské univerzity tamtéž. Po ukončení studia byl dne 28. července 1953 vysvěcen na kněze krakovským generálním vikářem Franciszkem Jopem. V letech 1953-57 působil na různých místech ve farní správě katovické diecéze a od 8. března 1957 začal pracovat v katovické diecézní kurii, a to nejprve jako notář. Později zde vykonával další funkce: od roku 1964 byl pastoračním referentem, od roku 1966 členem pastorální rady Katovické diecéze a od roku 1969 též její kněžské rady. Vedle toho od roku 1966 pracoval v redakci katolického týeníku Gość niedzielny.
Kněz Domin neměl důvěru státních orgánů, a proto katovický církevní odbor roku 1969 zamezil jeho jmenování proboštem u sv. Marie Magdaleny v Tychách a poté i vikářem-ekonomem farnosti Neposkvrněného početí P. Marie v Katovicích. Avšak již 6. července 1970 jej papež Pavel VI. jmenoval pomocným biskupem katovickým a titulárním biskupem z Dagna (Dagnensis). Biskupské svěcení Domin přijal 15. srpna 1970 v katovické katedrále z rukou sídelního biskupa Herberta Bednorze. Za své biskupské heslo si zvolil Quis ut Deus (Kdo je jak Bůh; později užíval ve znaku polskou verzi Któż jak Bóg).
V tomto úřadu Domin působil v následujících jednadvaceti letech. Ve správě katovické diecéze vykonával různé funkce: byl generálním vikářem, arcijáhnem a později proboštem katedrální kapituly, diecézním ekonomem a členem diecézní správní, pastorační rady, kněžské rady a kolegia konzultorů. V době I. synodu katovické diecéze (1972-75) předsedal komisi pro rodinu a manželství. Roku 1979 získal hodnot magistra teologie na Akademii katolické teologie ve Varšavě.
Na celopolské úrovni, v rámci polské biskupské konference, se zabýval zejména církevní charitou. Od roku 1980 byl předsedou komise pro charitu polské biskupské konference a v březnu roku 1981 jej tato konference jmenovala zástupcem církve ve společné nadaci Solidarity. Když byla po pádu komunistického režimu dne 30. listopadu 1990 reaktivována celopolská církevní dobročinná organizace "Caritas", stal se biskup Domin jejím prvním vedoucím (do roku 1993). Roku 1991 byl členem mimořádného shromáždění synodu evropských biskupů.
Když počátkem roku 1992 rezignoval první biskup koszalinsko-kolobřežský Ignacy Jeż, jmenoval papež Jan Pavel II. biskupa Domina jeho nástupcem. 23. února 1992 se nový biskup ujal správy diecéze. Jeho činnost v této funkci však záhy přerušila nemoc a Czesław Domin zemřel dne 15. března 1996 v nemocnici ve Varšavě. Pochován je v koszalinské katedrále.